# Îlets des petits pompons
Les îlets des petits pompons sont deux îlets inhabités des îlets de Carénage, situés dans le Grand Cul-de-sac marin, appartenant administrativement à Sainte-Rose en Guadeloupe. Ils font partie du Parc national de la Guadeloupe.

## Description

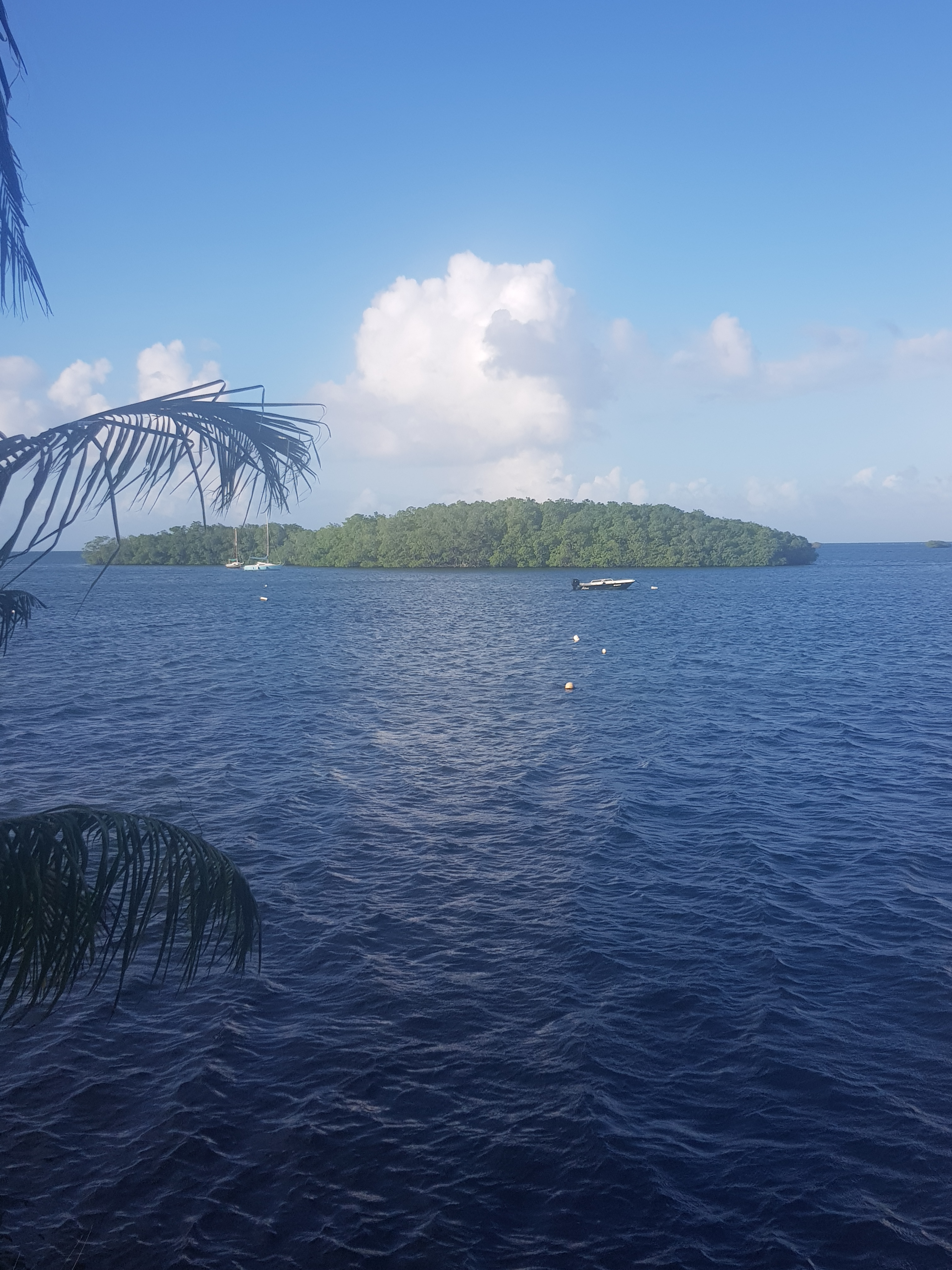
Îlet des petits pompons à Sainte-Rose (Guadeloupe)

Situés à l'ouest de l'îlet Le Boyer, à fleur d'eau, ils s'étendent sur environ 200 m de longueur pour une largeur approximative de 65 m. Ils sont constitués de bosquets de type mangrove.